# 1994 RM1
1994 RM1 är en asteroid i huvudbältet som upptäcktes den 3 september 1994 av de båda japanska astronomerna Takeshi Urata och Yoshisada Shimizu vid Nachi-Katsuura-observatoriet.
Asteroiden har en diameter på ungefär 20 kilometer.